# Pseuderia
Pseuderia es un género que tiene asignadas unas 19 especies de orquídeas,  pertenecientes a la subfamilia Epidendroideae dentro de la  familia (Orchidaceae). Se encuentran distribuidas desde las Molucas a través de Nueva Guinea a Samoa y Fiyi. El género tiene su centro de diversidad en Nueva Guinea.

## Especies seleccionadas
| - Pseuderia foliosa - Pseuderia similis - Pseuderia frutex - Pseuderia pauciflora - Pseuderia floribunda - Pseuderia wariana - Pseuderia trachychila |